# Amz (Fachzeitschrift)
amz – Auto, Motor, Zubehör ist eine deutsche Fachzeitschrift, die monatlich erscheint. Die amz liefert Chefinfos für Entscheidungsträger in Kfz-Betrieben, im Teilehandel sowie der Zulieferindustrie. Sie liefert Informationen und Hintergrundwissen zu neuen Produkten, Technologien und Trends in der Automobil- und Werkstatttechnik, zeigt Lösungsansätze auf, wie in Kfz-Werkstatt und Handel durch die Vermarktung von Produkten und Dienstleistungen zusätzlich Umsatz und Ertrag gesteigert werden können. Die Bandbreite der Themen umfasst die komplette Werkstatt- sowie Automobiltechnik, Räder und Reifen, Karosserie und Lack sowie neue Reparaturtrends, Servicemarketing durch betriebswirtschaftliche, kundenorientierte Ausrichtung des Reparaturgeschäftes, Maßnahmen zur Kundenfindung und -bindung sowie Unternehmensführung.
Das Fachmagazin ist das offizielle Organ des Gesamtverbandes Autoteile-Handel e. V. und wird von der Schlüterschen Verlagsgesellschaft mbH & Co. KG herausgegeben. Die Fachzeitschrift hat eine IVW-geprüfte tatsächliche verbreitete Auflage von 26.350 Exemplaren.
Auf der gemeinsam mit NKWpartner betriebenen Webseite und in einem wöchentlichen Newsletter werden die Inhalte fortgeführt.